# كارين كاين
كارين كاين هي راقصة باليه كندية، ولدت في 28 مارس 1951 في هاميلتون في كندا.

## وصلات خارجية
- كارين كاين على موقع IMDb (الإنجليزية)
- كارين كاين على موقع الموسوعة البريطانية (الإنجليزية)
- كارين كاين على موقع قاعدة بيانات برودواي على الإنترنت (الإنجليزية)